# 古無舌上音
古无舌上音是音韵学中的一个假说，认为中古汉语中属于舌上音的知、彻、澄三个声母在上古汉语中不存在，是后来才从属于舌头音的端、透、定三纽中分化而来的。这一论断最早由清代学者钱大昕在《十驾斋养新录‧卷五‧舌音类隔之说不可信》中提出。现今学界基本公认此一假说可信:122-125。
根据《切韵》，中古汉语三十六字母中的舌音包括两组。一组是舌头音，即端（[*t]）、透（[*tʰ]）、定（[*d]）、泥（[*n]）；另一组是舌上音，即知（[*ʈ]或[*ȶ]）、彻（[*ʈʰ]或[*ȶʰ]）、澄（[*ɖ]或[*ȡ]）、娘（[*ɳ]或[*ȵ]）:149。中古声母为端、透、定的字，在现代汉语普通话中声母是 d 或 t；知、彻、澄则读 zh 或 ch 。则“古无舌上音”可以通俗的理解为：普通话中声母是d（ㄉ）、t（ㄊ）的字，和部分声母是zh（ㄓ）、ch（ㄔ）的字，在先秦、两汉、魏晋时期声母相同。

## 例证

### 文献
《尚书·禹贡》：“大野既猪（知）。”《史记·夏本纪》：“大野既都（端）。”
《说文解字》：“田（定），陈（澄）也。”
《说文解字》：“冲（澄）读若动（定）。”
《后汉书·文苑列传第七十上》：“催天督（端）。”文中“天督”即后世天竺（知）国。
《文选·卷三十四·七发》：“逾岸出追。”李善注：“追（知），古堆（端）字。”

### 谐声偏旁
| 读为舌头音                 | 读为舌上音             |
| -------------------------- | ---------------------- |
| 桃、跳（定）               | 兆、晁（澄）           |
| 登、燈（端）               | 澄、橙（澄）           |
| 屠（定）、都、睹、赌（端） | 猪（知）、储、著（澄） |
| 带（端）                   | 滞（澄）               |
| 奠（端）                   | 鄭（澄）               |

### 方言
闽语是最能体现“古无舌上”现象的汉语方言，中古知组字读如端组，如:224：
| 方言   | 罩（知二） | 茶（澄二） | 昼（知三） | 趁（彻三） | 直（澄三） |
| ------ | ---------- | ---------- | ---------- | ---------- | ---------- |
| 福州话 | [tau][d]   | [ta]       | [tau]      | [tʰeiŋ]    | [tiʔ]      |
| 建瓯话 | [tsau]     | [ta]       | [te]       | [tʰeiŋ]    | [tɛ]       |
| 閩南語 | [ta]       | [te]       | [tau]      | [tʰan]     | [tit]      |
| 潮州话 | [ta]       | [te]       | [tau]      | [tʰaŋ]     | [tik]      |
| 海口话 | [ʔda]      | [ʔdɛ]      | [ʔdau]     | [haŋ]      | [ʔdit]     |
钱大昕的研究主要是根据文献中的声训、异文、注音以及谐声偏旁，因此只能得出“古无舌头舌上之分”的结论：“古无舌头舌上之分，‘知、彻、澄’三母……求之古音，则与‘端、透、定’无异。”而后辈学者通过对方言的研究才认定“古无舌上”而非“古无舌头”。

#### 英语中的“tea”
在清朝时，厦门是非常繁华的港口，包括茶叶在内的大量商品经此出口。荷兰商人购买中国茶叶后转销到西欧各国，英国人就是从荷兰商人那里进口茶叶的。因此荷兰语中的“thee”和英语中的“tea”都和厦门话中的“茶”字音近，而与北方方言（包括普通话）、吴方言、粤方言等其他各方言中的“茶”的发音区别较大。

## 分化条件
上古端、透、定母字，韵母是二、三等的，中古变为舌上音知、彻、澄母字。因此，后世韵图中端组只有一、四等字，知组只有二、三等字。

## 分化时间
《南史·列传第二十六》：“（羊戎）语好为双声……玄保曰：‘今日上（宋孝武帝）何召我邪？’曰：‘金沟清泚，铜池摇扬，既佳光景，当得剧棋。’”这里以“铜池”为双声，
而“铜”、“池”在作于隋朝的《切韵》中分属定母和澄母。据此可以推断，上古端组分化出舌上知组大约发生在齐梁时代。

## 娘母和泥母
钱大昕指出了舌头音中端、透、定三母和舌上音中知、彻、澄三母的关系，但没有把结论推广到舌头音娘母和舌上音泥母的关系上，可能是由于例证不够充分。后来，章炳麟在《古音娘日二纽归泥说》中提出“娘日归泥”，补全了这一结论。

### 引用
1. ↑  许嘉璐. . 石家庄: 河北教育出版社. 1990. ISBN 7543405709.
2. ↑  语言学名词审定委员会. . 北京: 商务印书馆. 2011. ISBN 9787100068710.
3. ↑  李小凡、项梦冰. . 北京: 北京大学出版社. 2009. ISBN 9787301158517.

### 书目
- 王宁. . 北京: 北京出版社. 2002. ISBN 7200045918.
- 胡安顺. . 西安: 陕西人民教育出版社. 1998. ISBN 7541972320.
- 王力. . 北京: 商务印书馆. 2008. ISBN 9787100053907.